# Kanton Neuvéglise-sur-Truyère
Der Kanton Neuvéglise-sur-Truyère ist ein französischer Wahlkreis im Département Cantal in der Region Auvergne-Rhône-Alpes. Er umfasst 27 Gemeinden im Arrondissement Saint-Flour. Bei der landesweiten Neuordnung der französischen Kantone wurde er am 22. März 2015 neu geschaffen. Per Dekret 2019-1150 vom 7. November 2019 erhielt er den heutigen Namen, nachdem die Commune nouvelle Neuvéglise-sur-Truyère vollständig in den Wahlkreis aufgenommen worden war.

## Gemeinden
Der Kanton besteht aus 27 Gemeinden mit insgesamt 8578 Einwohnern (Stand: 1. Januar 2022) auf einer Gesamtfläche von 784,61 km²:
| Gemeinde                      | Einwohner 1. Januar 2022 | Fläche km² | Dichte Einw./km² | Code INSEE | Postleitzahl |
| ----------------------------- | ------------------------ | ---------- | ---------------- | ---------- | ------------ |
| Alleuze                       | 225                      | 22,85      | 10               | 15002      | 15100        |
| Anglards-de-Saint-Flour       | 403                      | 12,28      | 33               | 15005      | 15100        |
| Anterrieux                    | 122                      | 16,16      | 8                | 15007      | 15110        |
| Celoux                        | 58                       | 9,62       | 6                | 15032      | 15500        |
| Chaliers                      | 139                      | 18,37      | 8                | 15034      | 15320        |
| Chaudes-Aigues                | 814                      | 53,16      | 15               | 15045      | 15110        |
| Chazelles                     | 33                       | 6,28       | 5                | 15048      | 15500        |
| Clavières                     | 193                      | 44,66      | 4                | 15051      | 15320        |
| Deux-Verges                   | 53                       | 11,20      | 5                | 15060      | 15110        |
| Espinasse                     | 79                       | 16,72      | 5                | 15065      | 15110        |
| Fridefont                     | 95                       | 13,96      | 7                | 15073      | 15110        |
| Jabrun                        | 155                      | 34,03      | 5                | 15078      | 15110        |
| La Trinitat                   | 51                       | 17,57      | 3                | 15241      | 15110        |
| Lieutadès                     | 171                      | 39,91      | 4                | 15106      | 15110        |
| Lorcières                     | 163                      | 21,82      | 7                | 15107      | 15320        |
| Maurines                      | 104                      | 14,29      | 7                | 15121      | 15110        |
| Neuvéglise-sur-Truyère        | 1.689                    | 125,23     | 13               | 15142      | 15260        |
| Rageade                       | 99                       | 12,59      | 8                | 15158      | 15500        |
| Ruynes-en-Margeride           | 715                      | 29,66      | 24               | 15168      | 15320        |
| Saint-Georges                 | 1.176                    | 33,14      | 35               | 15188      | 15100        |
| Saint-Martial                 | 71                       | 14,19      | 5                | 15199      | 15110        |
| Saint-Rémy-de-Chaudes-Aigues  | 121                      | 14,87      | 8                | 15209      | 15110        |
| Saint-Urcize                  | 449                      | 54,30      | 8                | 15216      | 15110        |
| Soulages                      | 83                       | 15,09      | 6                | 15229      | 15100        |
| Vabres                        | 251                      | 18,83      | 13               | 15245      | 15100        |
| Val d’Arcomie                 | 946                      | 86,27      | 11               | 15108      | 15320        |
| Védrines-Saint-Loup           | 120                      | 27,56      | 4                | 15251      | 15100        |
| Kanton Neuvéglise-sur-Truyère | 8.578                    | 784,61     | 11               | 1509       | –            |

## Veränderungen im Gemeindebestand seit der landesweiten Neuordnung der Kantone
2017: Fusion Lavastrie, Neuvéglise, Oradour (Kanton Saint-Flour-2) und Sériers (Kanton Saint-Flour-2) → Neuvéglise-sur-Truyère
2016: Fusion Faverolles, Loubaresse, Saint-Just und Saint-Marc → Val d’Arcomie

## Politik
| Vertreter im Departementrat | Vertreter im Departementrat             | Vertreter im Departementrat |
| Amtszeit                    | Namen                                   | Partei                      |
| --------------------------- | --------------------------------------- | --------------------------- |
| 2015–                       | Céline Charriaud Jean-Jacques Monloubou | diverse                     |